# Taxeotis helicta
Taxeotis helicta är en fjärilsart som beskrevs av Turner 1939. Taxeotis helicta ingår i släktet Taxeotis och familjen mätare. Inga underarter finns listade i Catalogue of Life.